# Bodendorf (Pegnitz)
Bodendorf (oberfränkisch: Bohndorf oder Bohndurf)  ist ein Gemeindeteil der Stadt Pegnitz im Landkreis Bayreuth (Oberfranken, Bayern). Bodendorf liegt in der Gemarkung Leups.

## Lage
Durch das Dorf liegt im Tal des Bodendorfer Bachs, eines linken Zuflusses der Püttlach, und ist allseits außer im Südwesten von Erhebungen der Fränkischen Schweiz umgeben, im Norden ist es die Kulm (584 m ü. NHN). Eine Gemeindeverbindungsstraße führt an der Hedelmühle und der Ziegelhütte vorbei zur Staatsstraße 2184 (1,8 km nördlich) bzw. die Bundesautobahn 9 unterquerend nach Leups zur Kreisstraße BT 23 (2,5 km östlich). Eine weitere Gemeindeverbindungsstraße führt nach Trockau (1,5 km nördlich). Durch Bodendorf führt der Fränkische Marienweg.

## Geschichte
Der Ort wurde 1412 in als „Patendorf“ erstmals urkundlich erwähnt. Laut dieser Urkunde gab Peter Groß zu Trockau dem Kloster Michelfeld sein Gut. Das Bestimmungswort des Ortsnamens kann der Personenname Patto sein oder Boden. In der Fraisch unterstand Bodendorf dem bambergischen Amt Pottenstein. Zwei Drittel des Zehnts waren an das Gotteshaus Pottenstein abzuführen. Grundherren waren Brandenburg-Bayreuth, Pfalz-Neuburg und Groß zu Trockau.
Mit dem Gemeindeedikt (frühes 19. Jahrhundert) wurde Bodendorf dem Steuerdistrikt Leups und der Ruralgemeinde Leups zugewiesen. Durch die Gebietsreform in Bayern ist Bodendorf seit dem 1. Juli 1978 in die Stadt Pegnitz eingegliedert.

## Baudenkmäler
- Wegkreuz